# قائمة مدن الصومال

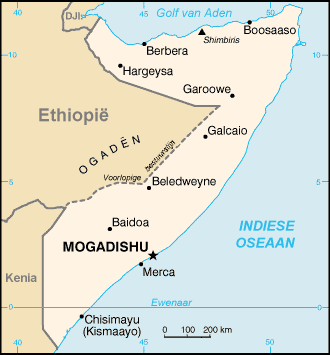
خريطة الصومال.

هذه قائمة بالمدن والبلدات والقرى في الصومال .
- أبودواك
- عدادو
- أفجوي
- بيدوا
- بانديرادلي
- باراوا
- بارديرا
- بق اقبلي
- برعو
- طوس مريب
- دينسور
- جالكعيو
- جربهاري
- جروي
- جوري عيل
- هبيا
- حودر
- يسكوشوبان
- جمامة
- جلب
- جوهر
- جليالي
- كيسمايو
- لوق
- ليغو
- مركا
- مقديشو
- محمد حاجي
- مبارك
- كاندالة
- قرضو
- رأس كامبوني
- زيلع
- تلاح
- وأرشيخ
- حررطيري
- أفين
- عيل طير.[1]